# Pseudohypaspidius incertus
Pseudohypaspidius incertus är en skalbaggsart som beskrevs av Soula 2002. Pseudohypaspidius incertus ingår i släktet Pseudohypaspidius och familjen Rutelidae. Inga underarter finns listade i Catalogue of Life.